# 政眞会
政眞会（せいしんかい）は、自由民主党の派閥。1991年に加藤六月が結成。通称は加藤派または加藤グループ。

## 沿革
1991年5月に安倍晋太郎が死去し、加藤は安倍派の主導権を巡って三塚博と対立するが、6月、三塚が後継の派閥会長に就任し、三塚派が発足した。三塚は同年秋に行われる自由民主党総裁選挙への出馬を表明するが、加藤が裏で派閥の意向に反した分派行為を行ったとして、同年10月12日、加藤は三塚派から除名された。
10月28日、加藤は加藤に追従して三塚派を離脱した田名部匡省・山岡賢次・吹田愰・古賀一成・倉田寛之・江口一雄らとともに、新派閥「政眞会」を結成。しかし、人数が少なく党内最小グループであったため、党内での影響力は小さかった。
1993年、宮澤内閣不信任決議が可決され、衆議院解散（嘘つき解散）となり、混沌とする政局の中、自民党を離党する者が現れ、解散となった。離党した者の多くはその後、新生党に合流した。

## 政眞会旗揚げ議員
衆議院議員（7名）
- 加藤六月
- 松本十郎
- 吹田愰
- 田名部匡省
- 江口一雄
- 宮里松正
- 古賀一成

参議院議員（6名）
- 加藤武徳
- 倉田寛之
- 山岡賢次
- 下稲葉耕吉
- 二木秀夫
- 木暮山人

## その他参加者
- 加藤紀文
加藤武徳の後継として第16回参議院議員通常選挙で当選。加藤グループ解散後、渡辺派に加わった。
- 菅原喜重郎
1992年3月に民社党を離党して参加。第40回衆議院議員総選挙では、旧岩手2区より無所属出馬（落選）。第41回衆議院議員総選挙では新進党比例東北ブロック公認候補として出馬（当選）。
- 亀岡偉民
第44回衆議院議員総選挙で当選後、83会、清和政策研究会に入会。